# Alana de la Garza

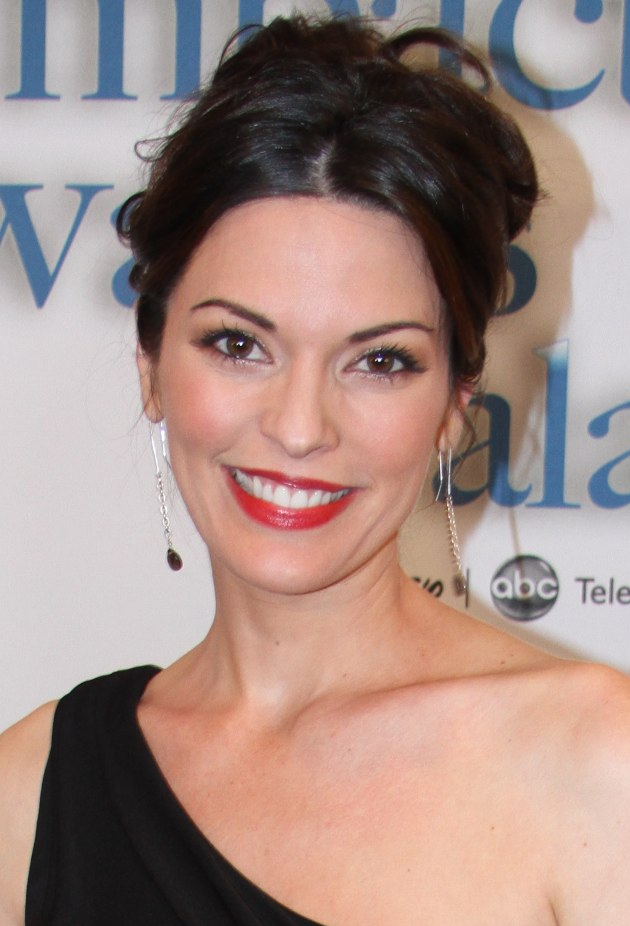
Alana de la Garza (2013)

Alana de la Garza (* 18. Juni 1976 in Columbus, Ohio) ist eine US-amerikanische Schauspielerin.

## Leben
De la Garzas Vater ist mexikanisch-US-amerikanischer Abstammung, ihre Mutter irisch-US-amerikanischer Herkunft. Sie wuchs in El Paso, Texas auf.
In ihrer Jugend gewann de la Garza verschiedene Schönheitswettbewerbe in El Paso. Nach ihrer Schulzeit studierte sie Physiotherapie und Soziale Arbeit. Nachdem sie ihr Studium erfolgreich abgeschlossen hatte, begann sie ihre Schauspielkarriere und erhielt zunächst einige kleine Rollen, so die der Rosa Santos in der Seifenoper All My Children und Gastrollen in den Fernsehserien JAG – Im Auftrag der Ehre, Las Vegas, Two and a Half Men und Charmed – Zauberhafte Hexen.
In Deutschland wurde sie vor allem durch ihre Darstellung der Marisol Delektorsky Caine in der US-Erfolgsserie CSI: Miami bekannt. Seit der 17. Staffel spielte sie in der Serie Law & Order die Staatsanwältin Connie Rubirosa. Diese Rolle behielt sie bis zum Ende der Serie in der 20. Staffel und wurde dafür 2008 für den ALMA Award als Beste Nebendarstellerin in einer Dramaserie nominiert. Seit 2019 spielt sie in der Fernsehserie FBI die Rolle der Special Agentin In Charge Isobel Castile.
De la Garza ist mit dem Schriftsteller Michael Roberts verheiratet. Im September 2010 brachte sie ihren gemeinsamen Sohn zur Welt, im Juli 2013 eine Tochter.

## Filmografie (Auswahl)
- 2001: All My Children (15 Episoden)
- 2003: JAG – Im Auftrag der Ehre (JAG, Episode 9x01)
- 2003: Las Vegas (Episode 1x07)
- 2004: Two and a Half Men (Episode 1x21)
- 2004–2005: The Mountain (13 Episoden)
- 2005: Mr. Dramatic (Kurzfilm)
- 2005: Smallville (Episode 5x01)
- 2005: Charmed – Zauberhafte Hexen (Charmed, Episode 8x04)
- 2005–2006, 2011: CSI: Miami (12 Episoden)
- 2006: Mr. Fix It (Film)
- 2006: The Book of Daniel (3 Episoden)
- 2006–2010: Law & Order (85 Episoden)
- 2011: Law & Order: LA (8 Episoden)
- 2012: Navy CIS: L.A. (NCIS: Los Angeles, Episode 3x14)
- 2013: Do No Harm (13 Episoden)
- 2013: Are You Here (Film)
- 2014: Law & Order: Special Victims Unit (Episode 15x12)
- 2014–2015: Forever (22 Episoden)
- 2015: Scorpion (Episoden 2x01–2x03)
- 2016–2017: Criminal Minds: Beyond Borders (26 Episoden)
- 2017: Criminal Minds (Episode 12x13)
- seit 2019: FBI (Fernsehserie)
- 2020–2025: FBI: Most Wanted (15 Episoden)
- 2021–2023: FBI: International (3 Episoden)